# Franc de Bruges

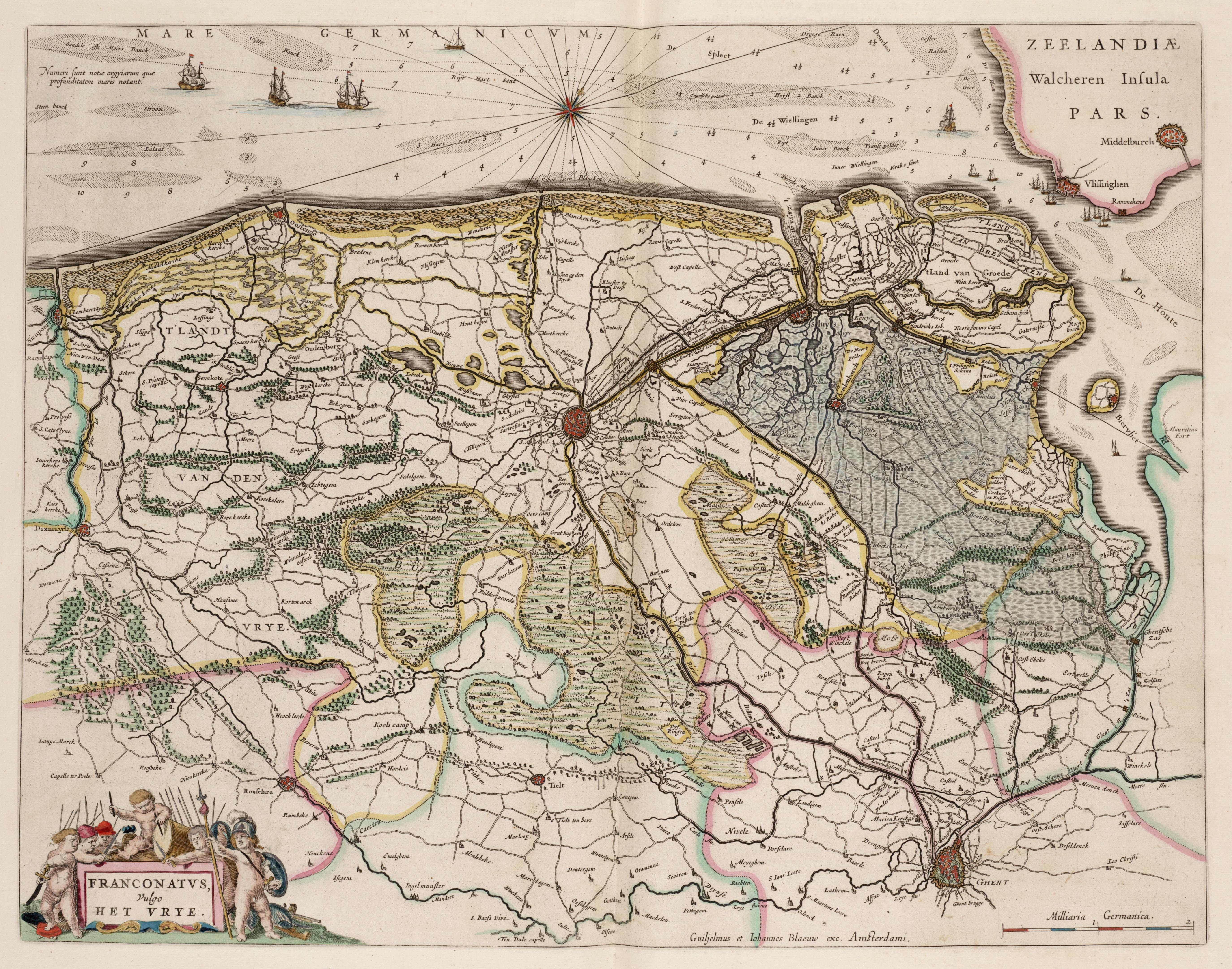
Carte du Franc de Bruges en 1664.

Le Franc de Bruges (en néerlandais : Brugse Vrije ; en flamand occidental : Brugse Vrye) était la plus grande châtellenie du comté de Flandre.
Le Franc de Bruges s'étendait autour de Bruges, dans une région délimitée par la mer du Nord, l'Escaut occidental et l'Yser. Originellement, c'était la châtellenie de Bruges, mais par après, la ville de Bruges et le Franc eurent une coutume différente. Le Franc de Bruges était une riche région agricole. Il avait son propre vicomte, qui siégeait à Bruges au Burg, sur l'actuelle place du Bourg. Le Franc de Bruges a fait partie depuis le XIVe siècle des Quatre Membres de Flandre, en compagnie des trois grandes villes flamandes de Gand, Bruges et Ypres. Le Franc de Bruges siégeait aux assemblées des États de Flandre.

## Histoire
L’origine de la châtellenie du Franc de Bruges doit être recherchée dans le comté de Flandre (Pagus Flandrensis). Les comtés étaient des zones administratives de l’époque franque. La place du Bourg brugeoise deviendra le centre de la châtellenie. La Maison du Franc de Bruges s’y trouve encore aujourd’hui. La gestion de la châtellenie est assurée par un vicomte et quelques échevins. Au départ, la ville de Bruges faisait partie de la châtellenie. Mais à partir de 1127, la ville et la châtellenie ont emprunté des voies séparées. Au XIIIe siècle, le vicomte est remplacé par un préfet sur lequel le comte de Flandre peut exercer une plus grande autorité. La ville de Bruges a tenté à plusieurs reprises de contrôler le Franc, mais le conseil municipal s’est heurté au soutien du souverain (qui veut limiter le pouvoir des villes) en faveur de la châtellenie.
À la suite de la révolte des Pays-Bas et de la sécession des Pays-Bas du Nord, le Franc de Bruges a perdu de nombreuses régions de l’actuelle Flandre zélandaise à la fin du XVIe siècle. 
Le Franc de Bruges s’est maintenu jusqu’en 1795, date à laquelle la domination française a mis fin au principe de féodalité.

## Organisation
À l’exception de quelques villes qui possèdent leur propre administration (par exemple Thourout, L’Écluse, Hoeke, Gistel, Nieuport), le Franc de Bruges se compose de trois parties :
- Le « vrai Franc » ou la campagne qui est directement administrée par les échevins du Franc ;
- Les « appendants »: trente seigneuries avec un propre collège d’échevins qui n’est toutefois pas compétent pour la haute justice ;
- Les « contribuants »: sept seigneuries qui sont totalement indépendantes en ce qui concerne la justice et qui sont subordonnées au Franc uniquement dans le domaine de l’imposition.

## Maison du Franc à Bruges
L’administration du Franc de Bruges était établie sur la place du Bourg, la place où étaient présentes les autorités à la fois civiles et religieuses. Au départ, le Franc siégeait à côté du Steen, du côté ouest de la place du Bourg. Au XVe siècle, le Franc a déménagé de l'autre côté pour occuper une partie de l’ancien Love comtal. Les ducs de Bourgogne ont en effet déplacé la résidence comtale dans la Cour des Princes (Prinsenhof) nouvellement construite. De 1434 à 1440, le Franc a construit une magistrature du côté sud en direction du Groenerei. De 1520 à 1525, le complexe a été étendu jusqu’au canal avec une nouvelle grande magistrature, la salle échevinale et un hall d’entrée. Le maître d'œuvre était Jan van de Poele. De 1528 à 1532, une galerie avec des arcs en demi-cercle a été construite du côté du Bourg. De 1606 à 1607, une autre chapelle et une chambre des orphelins ont été construites en plus de la salle échevinale érigée de 1664 à 1666. C’est ainsi qu’est apparu l’alignement encore existant des façades, du côté du Groenerei. Finalement, la partie de la Maison qui est visible sur la place du Bourg et qui avait été considérablement agrandie en 1555 à la suite de l’achat du Love a été transformée en 1727 dans un style classique selon le projet de Jan Verkruys.
Le bâtiment aujourd'hui classé (25 mars 1938) fut de 1795 à 1984 le palais de justice de Bruges. À côté de la salle d’assises (aujourd'hui salle de réunion et salle d'exposition) se trouve la salle de la Renaissance. Cette ancienne salle échevinale du Franc de Bruges abrite la monumentale cheminée Charles Quint du XVIe siècle en chêne, marbre et albâtre, conçue par Lanceloot Blondeel. Cette cheminée a servi de symbole de pouvoir pour la dynastie des Habsbourg. L’empereur Charles Quint y occupe une position centrale et est entouré de ses ancêtres. En 1984, la ville de Bruges est devenue propriétaire du bâtiment et un certain nombre de services municipaux y ont été hébergés. L’un de ces services sont les Archives municipales dont la salle de lecture se trouve dans la chapelle de l’ancien Greffe civil. L’édifice de la Renaissance a été érigé de 1534 à 1537 et abritait le greffier civil, l’un des plus importants fonctionnaires de la ville. La façade est entièrement construite en pierre naturelle et est richement décorée de sculptures. Les statues en bronze datent de 1883 et ont été réalisées par le sculpteur brugeois Hendrik Pickery. Les crochets au sommet des façades rappellent le style gothique. Le bâtiment a fait l’objet de trois restaurations en profondeur : à la fin du XIXe siècle, vers 1980 et au début du XXIe siècle. Cette dernière restauration a permis de redonner au bâtiment sa splendeur d’origine.

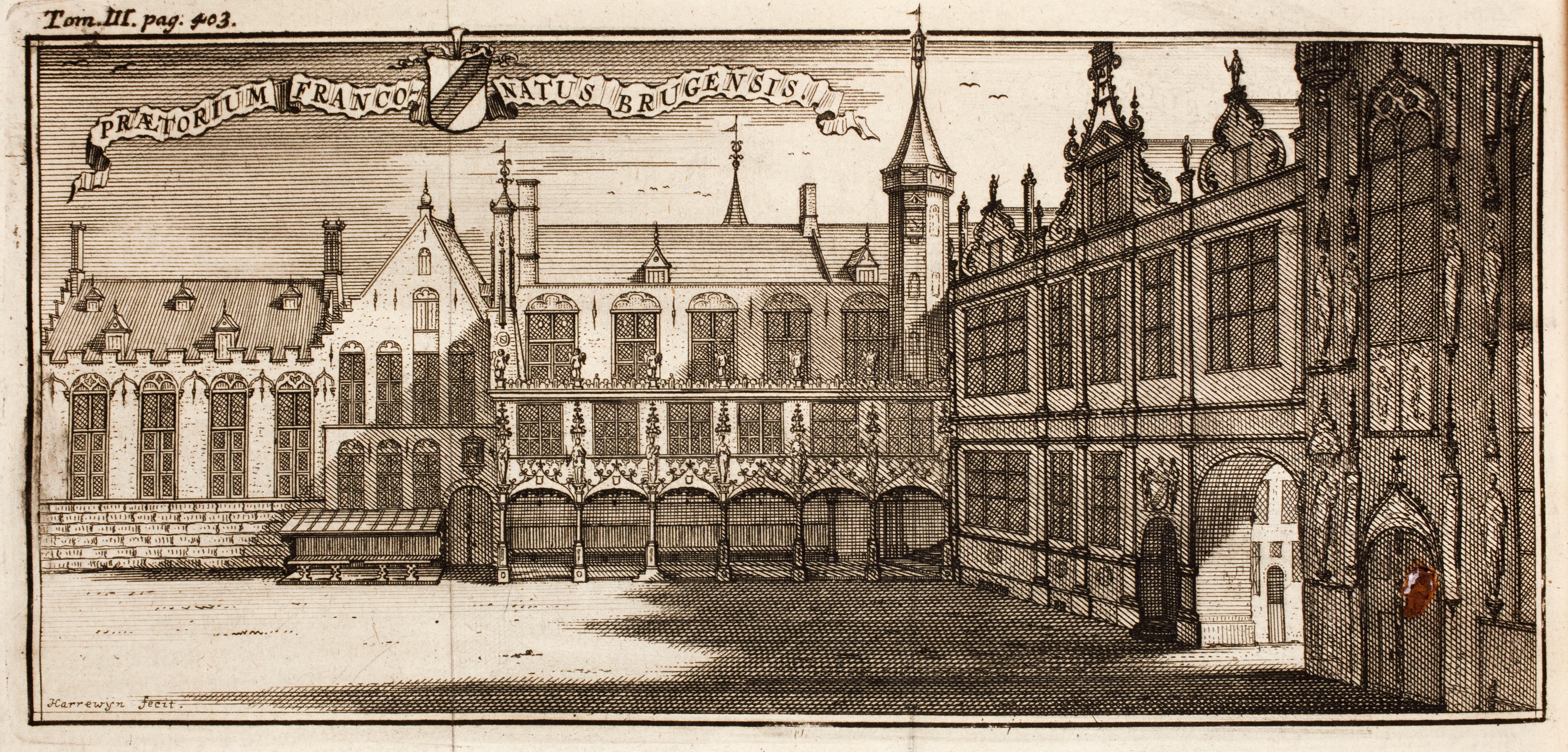
Sur la place,
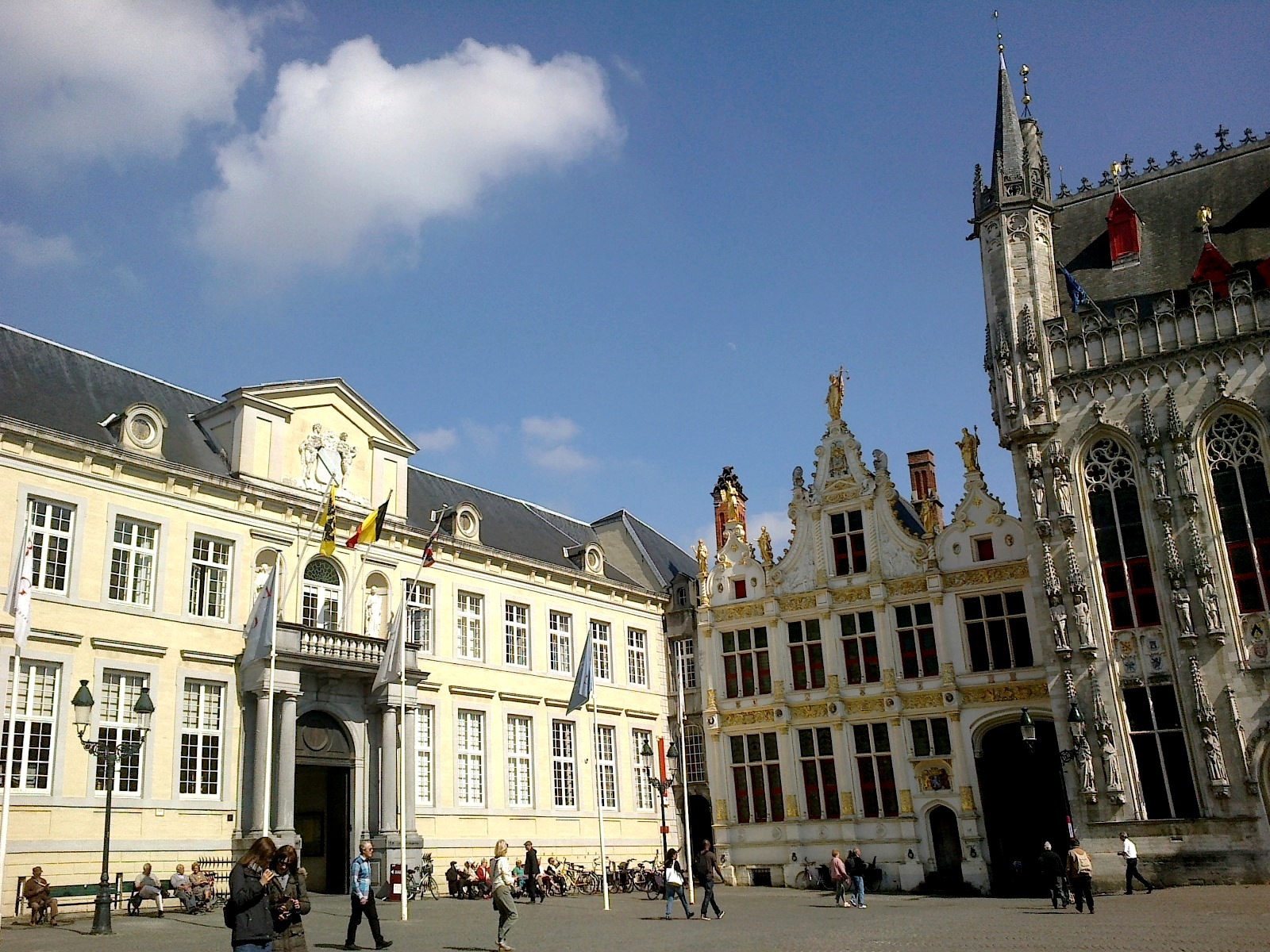
actuellement,
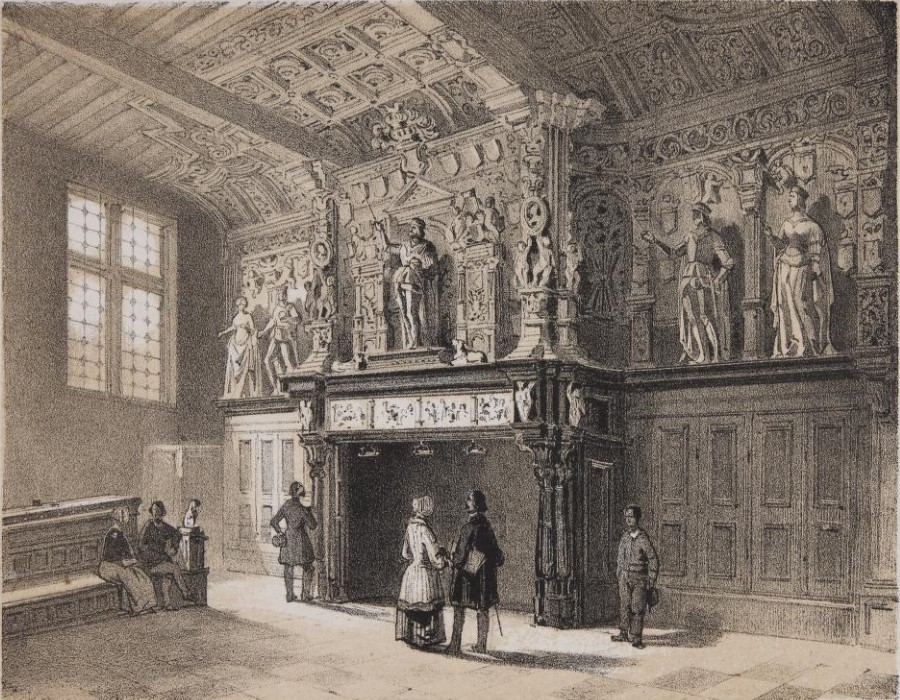
intérieur,
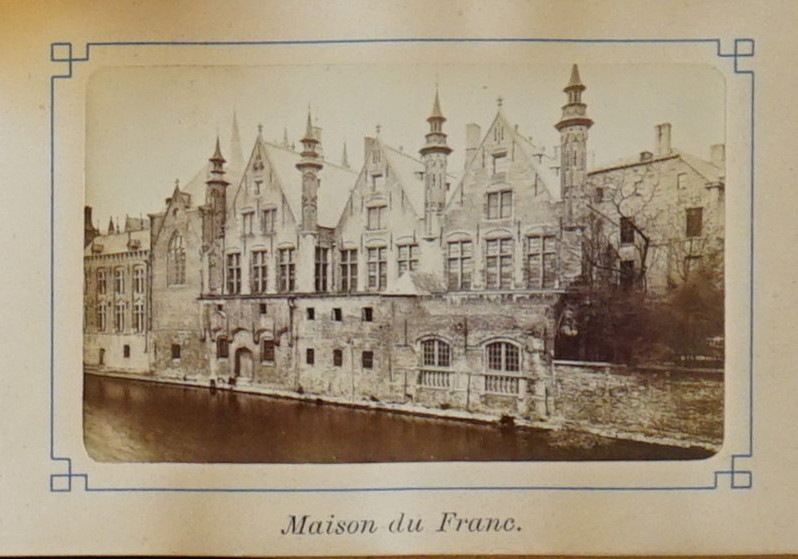
façade sur le canal.